# Kàmenski (Bélgorod)
|  | Per a altres significats, vegeu «Kàmenski». |

Kàmenski - Каменский (rus) - és un poble (un khútor) de l'óblast de Bélgorod, a Rússia. El 2010 tenia 57 habitants. Pertany al districte (raion) de Stroítel.